# 3호 탈출
"3호 탈출"은 1970년 공개된 대한민국의 영화이다.

## 배역
- 최무룡
- 윤정희
- 허장강

## 수상
- 1971년 제10회 대종상
  - 우수반공영화상 - 우진필름
  - 우수반공영화상영상 - 동아극장